# 임곡천 (부산)
임곡천(林谷川)은 부산광역시 기장군 정관읍 월평리에서 발원하여 대체로 남류하다가 임곡리에서 수영강으로 흘러드는 강이다.